# Фенікс
Фе́нікс (грец. Φοίνιξ) — чарівний птах, який, за уявленням стародавніх народів (фінікійців, єгиптян), через кожні 500 років прилітав з Аравії до Єгипту. Фенікс живився бальзамом і смолою. Коли він відчував, що надходить смерть, будував гніздо з пахучих гілок на верхів'ї пальми, і там його спалювало сонце. Потім птах воскресав з попелу, відроджувався юним.

## Інші значення
1. брат (варіант: батько) Європи; епонім фінікійців;
2. старий фессалієць, що навчав Ахіллеса красномовства та військової справи; коли Ахіллес під час Троянської війни посварився з Агамемноном, Фенікс був серед ахейців, які вмовляли героя повернутися на поле бою;

## Фенікс як символ
Образ Фенікса застосовується і в символіці християнства, зокрема зустрічається в українському іконописі. У переносному значенні — символ безсмертя, відродження.

## Фенікс у різних культурах
У Єгипті фенікс є символом сонячного початку, воскресіння та безсмертя. Єгиптяни порівнювали «фенікс» з богом сонця — Ра. Коли прадавні єгиптяни уявляли бога в подобі птаха, його рух по небосхилу впродовж дня порівнювався з польотом. Так, у Геліополісі, центрі сонячного бога Атума, який злився потім з Ра, склався міф про появу світила у вигляді фенікса. Фенікс вважався ба (душею, духовною силою) бога Ра, а також формою виявлення Озириса: «Як фенікс пройду я через краї потойбічного світу» («Книга Мертвих»). Фенікс вважався «господарем ювілеїв», що пояснювалося уявленням про довге життя чудесного птаха.
Згідно з грецькою традицією, фенікс був подобою сонця, що сходить, символом оновленого — через вогняну смерть — життя. Античні автори (Геродот, Овідій та інші) дають нам про нього різноманітні свідоцтва. За однією версією, фенікс, передбачаючи свій кінець, спалює себе в гнізді, наповненому ароматичними травами, але одразу ж з попелу народжується новий фенікс. За другою — він помирає, вдихаючи аромати трав, а з його насіння народжується новий птах, який переносить тіло свого батька до Єгипту, де його спалюють жерці сонця.
У римлян він символізує божественне походження Римської імперії, її відродження й вічне існування.
У християнському світі фенікс означає тріумф вічного життя, воскресіння, віру, постійність; це символ Христа. У ранньому християнстві фенікс постійно зустрічається на погребальних плитах: тут його значення — перемога над смертю, воскресіння з мертвих.